# 魏森堡号战列舰
魏森堡号为德意志帝国海军于19世纪90年代初所建造四艘勃兰登堡级战列舰的三号舰，是为纪念1870年普法战争中的魏森堡之战胜利而命名。它是德国首批前无畏舰之一，同级姊妹舰还包括有勃兰登堡号、沃尔特号和腓特烈·威廉选帝侯号。该舰于1890年5月在斯德丁的伏尔铿船厂开始龙骨架设，1891年12月下水，至1894年10月交付使用。其安装在三座双联装炮塔内的六门大口径主炮在当时是独一无二的，因同期外国海军的标准配置仅为四门。
魏森堡号于入列后的头十年都在主舰队的第一支队服役，通常仅限于参加训练演习以及对外国港口的友好访问。尽管如此，这些训练演习对一战前20年德国海军战术理论的发展非常重要，尤其是在阿尔弗雷德·冯·提尔皮茨的指导下。魏森堡号及其三艘姊妹舰在此期间仅接受过一次重大海外部署，即义和团运动期间于1900—1901年间被派往中国。返回德国后，该舰于1904—1905年期间经历了大规模的现代化改造。1910年，魏森堡号被售予奥斯曼帝国，并以16世纪著名的奥斯曼海军将领而更名为图尔古特·雷伊斯号（土耳其語：Turgut Reis）。该舰在巴尔干战争期间得到广泛运用，主要是为奥斯曼的地面部队提供火炮支援。它也参与了与希腊海军的两次海上交锋——1912年12月的埃利海战和次月的利姆诺斯海战，两场战役均以奥斯曼海军的失败告终。在奥斯曼帝国加入第一次世界大战后，图尔古特·雷伊斯号主要负责保护达达尼尔海峡沿岸的防御工事，直到1915年8月停用。战后按照和约，该舰本应作为战争赔偿割让予大日本帝国，但由于土耳其獨立戰爭的爆发，最终没有完成交割，而是继续留在土耳其，并加入新生的土耳其海军。从1924年至1933年间，它作为教练船被重新启用，其后又担任宿营船直至1950年，继而拆解报废。

## 设计

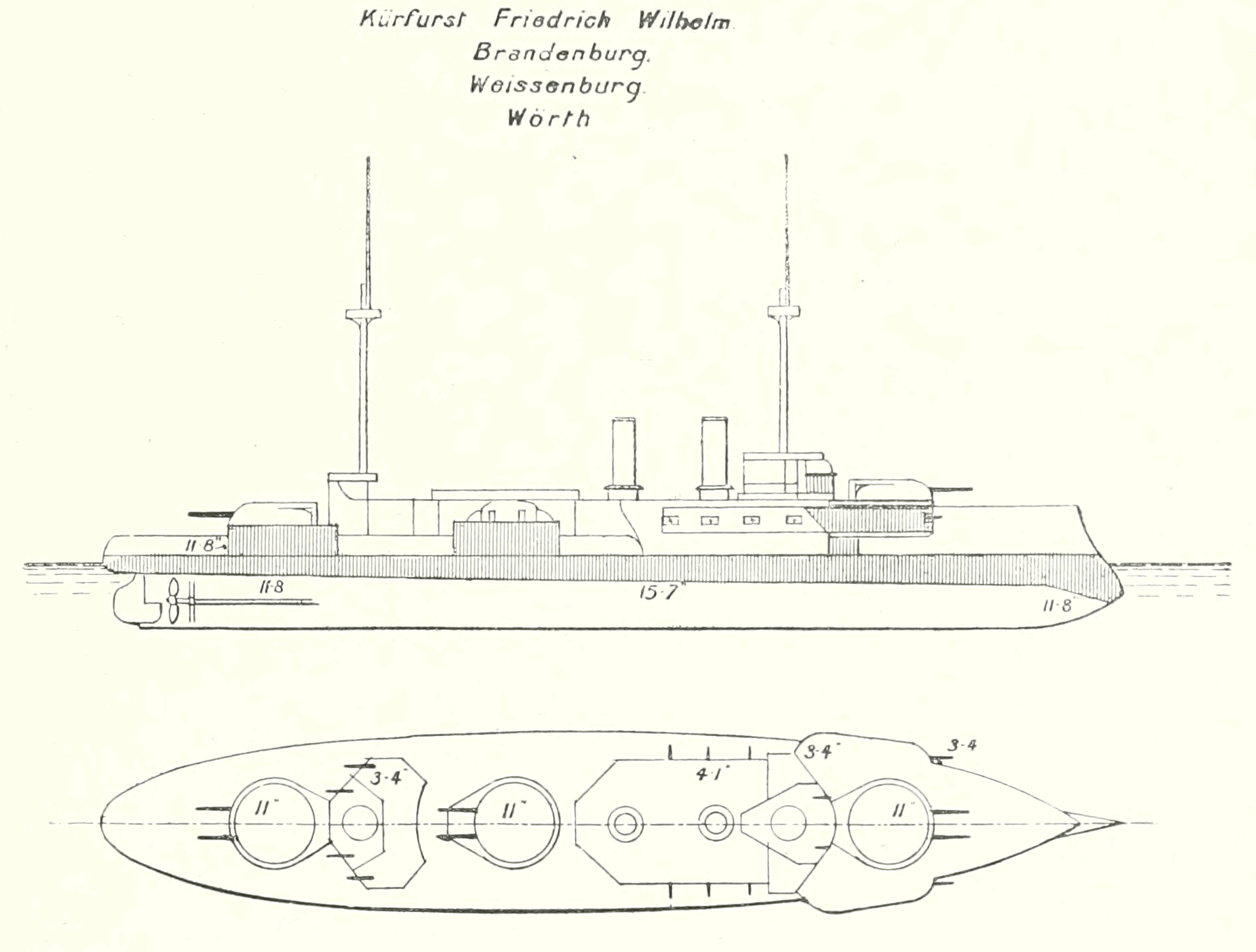
勃兰登堡级舰只线条画

勃兰登堡级是德意志帝国海军第一批前无畏战列舰。在威廉二世于1888年6月加冕德意志皇帝之前，帝国海军的主要目标是保卫德国的海岸线，时任帝国海军部部长的列奥·冯·卡普里维于1880年代便为此订购了许多岸防舰。1888年8月，对海军事务有浓厚兴趣的德皇威廉二世任命海军中将亚历山大·冯·蒙茨接替了卡普里维，并指示他在1889—1890年度的海军预算中加入四艘战列舰。与前任所强调的岸防战略相比，蒙茨更倾向于组建战列舰队，他取消了由卡普里维授权建造的最后四艘岸防舰，转而订购四艘万吨级的战列舰。尽管它们是德国的第一款现代战列舰，为提尔皮茨时代的公海舰队奠定了基础，但这批舰只仅是作为常规造舰计划的一部分而授权，反映了19世纪80年代由绿水学派等理论引起的战略和战术混乱。
魏森堡号的水线长度和全长分别为113.9米和115.7米，有19.5米（加装防鱼雷网后为19.74米）的舷宽，以及7.6米的前吃水和7.9米的后吃水。舰只设计的标准排水量为10,013吨，满载排水量则可达10,670吨。其推进是通过两台三缸立式三胀蒸汽机以驱动三副直径为5米的三叶螺旋桨来实现。蒸汽由十二台燃煤横向筒形锅炉供应，并通过两具烟囱排放。推进装置的额定功率为10,000匹指示馬力（7,500千瓦特），最高速度达16.5節（30.6每小時），并能够以10節（19每小時）的速度续航4,300海里（8,000）。其标准船员编制为38名军官及530名士兵。
舰只在当时显得十分独特，因其主舰炮是由布置在三座双联装炮塔中的六门280毫米箍炮组成，而非同时代战列舰典型的四门主炮。其中舰艏和舰艉炮塔的炮管长度为40倍径，舯部炮塔则安装有较短的35倍径炮管，以便满足炮塔的旋转要求。副炮则由八门105毫米35倍径速射炮和八门88毫米30倍径速射炮组成，同样装在炮廓内。武器套件中还有六具450毫米鱼雷发射管，均布置于舰体水上部分的旋转支架上。尽管主炮较当时其它主力舰更重，但与其它战列舰相比，勃兰登堡级舰只的副炮被视为弱项。
魏森堡号受到克虏伯生产的镍钢装甲保护，这是一种强度更大的新型钢材。其装甲带在中央堡垒的部分达到400毫米厚，用于保护弹药舱及轮机舱。装甲甲板装甲的厚度为60毫米。而主炮塔的炮座则以300毫米厚的装甲板覆盖。

## 服役历史

### 德国役期

#### 建成至1897年

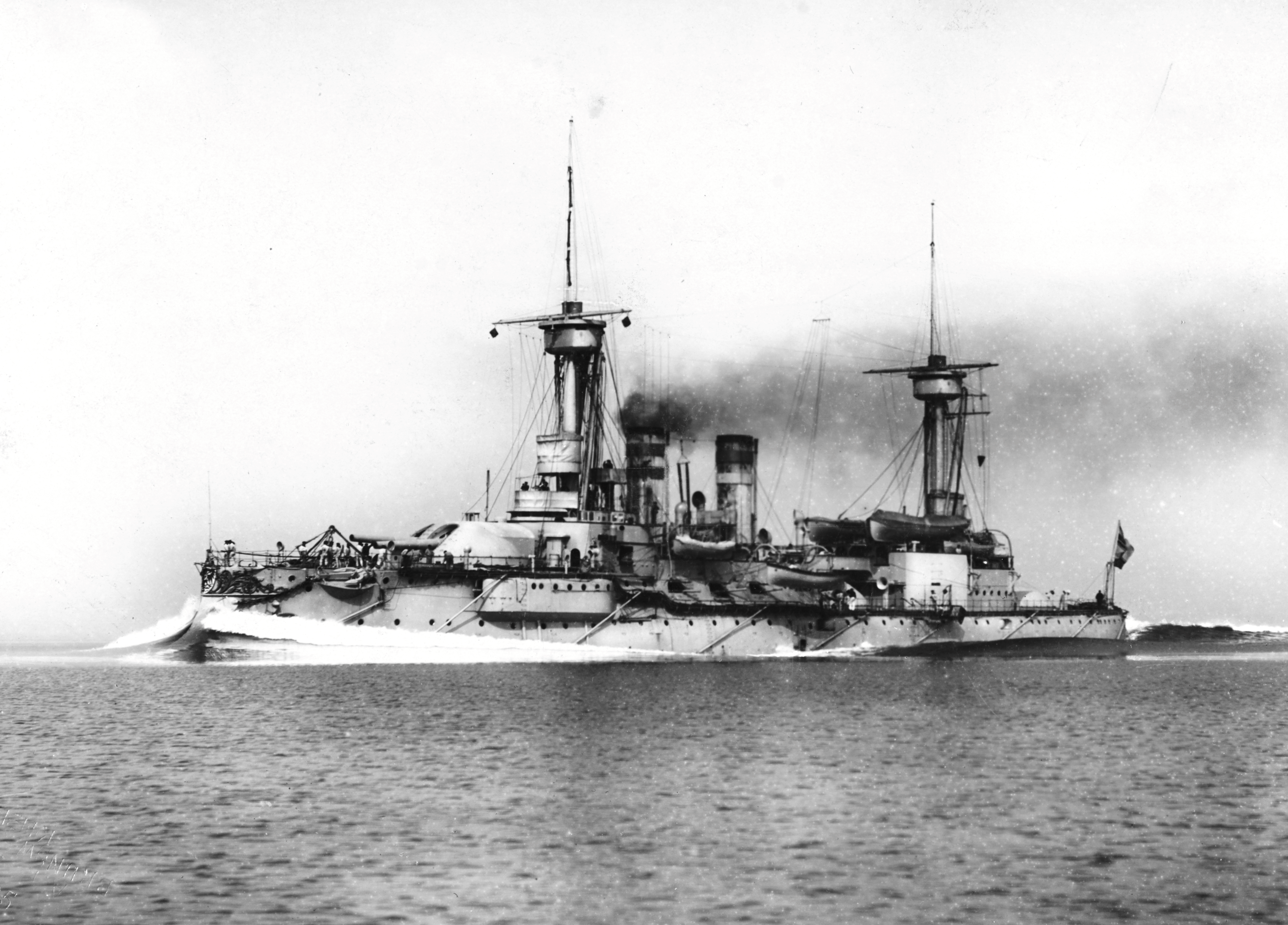
试航期间的魏森堡号

作为同级的3号舰，魏森堡号是根据合同代号“C”作为新增编入舰队的单位进行订购，并于1890年5月在斯德丁的伏尔铿船厂开始架设龙骨，建造序列为199。它是第三艘下水的同级舰，于1891年12月14日滑出船台，并为纪念1870年魏森堡之战胜利而命名“魏森堡号”。它于1894年8月28日开始非正式入役以进行海上试航，并持续至9月24日。同年10月10日，该舰在海军上校威廉·比克泽尔的指挥下正式投入使用，海军中校爱德华·冯·卡佩勒则担任副舰长。魏森堡号随后接受了进一步的测试，至1895年1月12日完成，然后它被编入秋季练习舰队（Herbst-Übungsflotte，即公海舰队的早期形式）的第一支队，在那里最初进行单舰训练。到5月底，舰队在北海进行了更多的机动训练，并以到访奥克尼群岛的柯克沃尔作为结束。该分舰队于6月初返回基尔，为威廉皇帝运河的通航作准备。在通航仪式上，它们于基尔湾向外国代表团展示了战术训练。
1895年7月1日，练习舰队展开深入大西洋的大规模巡航；在8月初的回程途中，它们至怀特岛停靠，以出席考斯帆船周。舰队于8月10日返抵威廉港，开始为将于当月下旬开始的秋季演习做准备。首场演练于8月25日在黑尔戈兰湾开始。然后，舰队穿越斯卡格拉克海峡驶向波罗的海；强烈暴风雨对许多舰艇造成重大伤害，其中S-41号鱼雷艇在风暴中倾覆，仅三人获救。舰队随即在基尔短暂停留，然后前往卡特加特海峡和大贝尔特海峡开展包括实弹射击在内的操练。主演习自9月7日开始，内容为从基尔向波罗的海东部实施模拟攻击。后续的演习则在波美拉尼亚沿岸和但泽湾完成。9月14日，威廉二世在耶尔斯赫夫特检阅舰队，宣告演习结束。1896年的训练模式与前一年大致相同。单舰训练于4月进行，随后于4月底至5月初在北海进行分舰队训练，其中包括出访荷兰港口弗利辛恩和纽维迪普。额外的演练从5月下旬持续至7月下旬，分舰队进一步驶向北海北部，并频繁进入挪威水域。5月11日至18日，这些舰只造访了卑尔根。在训练期间，威廉二世陪同到访的中国直隶总督李鸿章于基尔附近视察了舰队。8月9日，练习舰队在威廉港集结以进行每年一度的秋季舰队演习。
魏森堡号及舰队余部于1897年上半年都遵循常规的例行单舰和分舰队训练模式。直到8月初，当威廉二世携皇后奥古斯塔前往喀琅施塔得出访俄国皇室时，这种典型的例行日程才被打断；第一分舰队的两个支队都奉命陪同德皇伉俪。它们于8月15日返抵但泽的诺伊法瓦泽，并在那里加入舰队余部参加年度秋季演习。这次演习反映了国家海军办公室新任国务秘书、海军少将阿尔弗雷德·冯·提尔皮茨和第一分舰队新任指挥官、海军中将奥古斯特·冯·汤姆森的战术理念。这些新战术强调精准的射击，尤其是在较远的距离下，尽管所需的纵列阵型会导致战术僵化。汤姆森对射击的重视为德国在第一次世界大战期间的优异射术奠定了基础。在射击演练期间，魏森堡号凭借卓越的精准度而赢得第一分舰队的“凯撒射术奖”（Kaiser's Schießpreis）。8月21—22日夜间，D-1号鱼雷艇意外撞沉了魏森堡号的一艘舰载驳船，造成2人死亡。演习于9月22日在威廉港结束。12月初，第一支队又在卡特加特和斯卡格拉克海峡开展机动演练，但因船员短缺而缩短了进程。

#### 1898—1900年

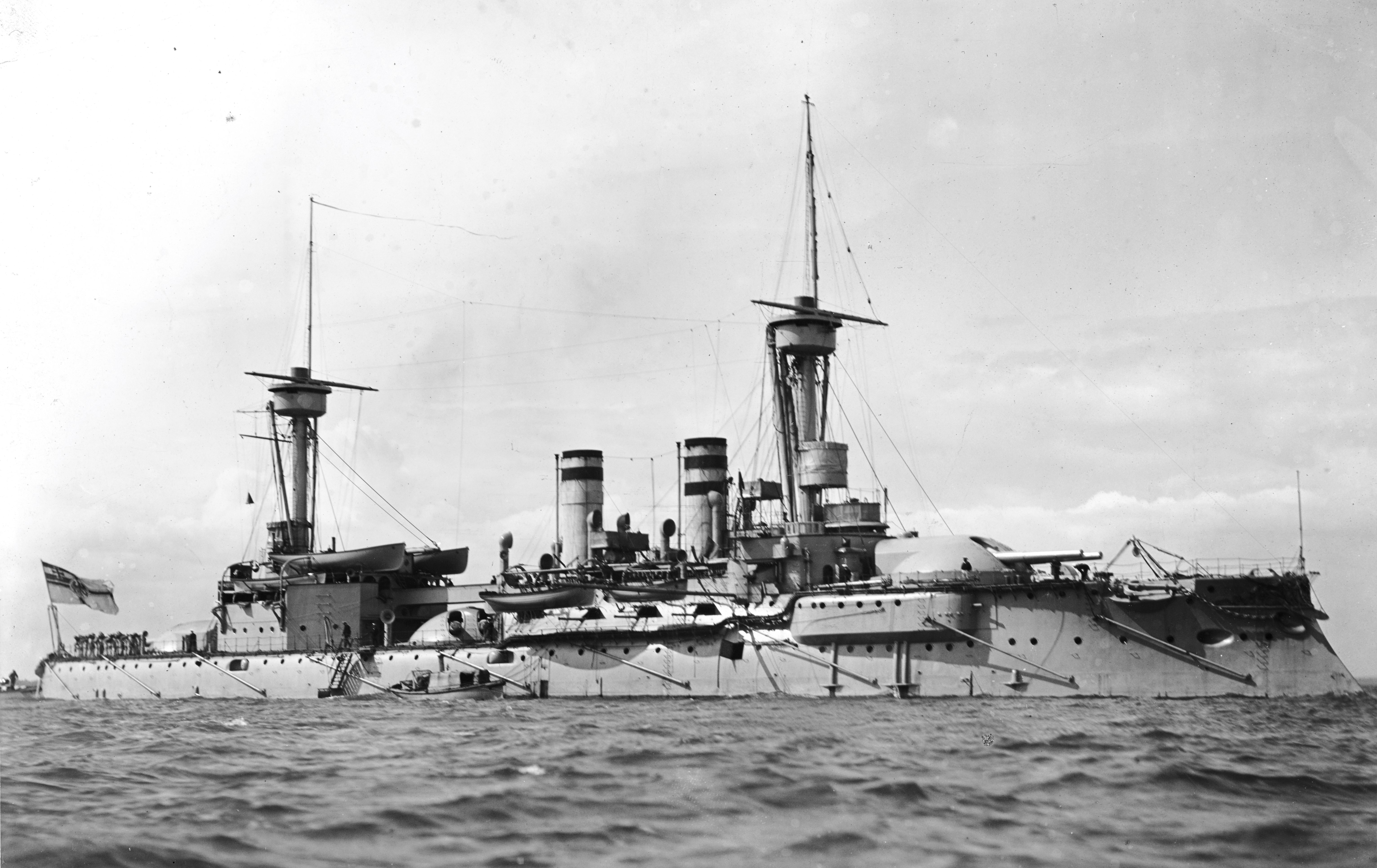
服役生涯早期的魏森堡号

从1898年2月20日至28日，魏森堡号曾短暂担任支队旗舰。舰队于这一年平安无事的完成了传统的单舰和舰队训练，并且加入了出访不列颠群岛的行程，期间分别在皇后镇、格里诺克和柯克沃尔停留。它们于8月14日在基尔集结，参加年度的秋季演习。演习内容包括对梅克伦堡沿岸实施模拟封锁，以及在但泽湾与假想敌“东方舰队”交锋。当返回基尔的途中，舰队遭到一场强烈的风暴侵袭，造成大量舰艇严重受损，并致使S-58号鱼雷艇沉没。舰队转而经行威廉皇帝运河，继续在北海完成既定任务。演习于9月17日在威廉港结束，魏森堡号再度获颁凯撒射术奖。12月，第一支队在埃肯弗德湾进行炮术和鱼雷训练，随后至卡特加特和斯卡格拉克海峡进行支队训练。在此期间，该支队于12月9日至13日到访了瑞典的孔斯巴卡。返回基尔后，第一支队的舰只全数进入船坞接受冬季保养。
1899年4月5日，魏森堡号出席了为纪念第一次石勒苏益格战争中埃肯弗德海战胜利50周年的庆祝活动。5月，第一和第二支队，连同波罗的海预备役支队展开了一次深入大西洋的大规模巡航。出航途中，第一支队在多佛尔停留，第二支队则驶入法尔茅斯加煤。两个支队于5月8日在法尔茅斯会合，然后共同出发前往比斯开湾，至5月12日抵达里斯本。在那里，他们与英国海峡舰队的八艘战列舰及四艘装甲巡洋舰相遇。德国编队随后启程回国，于5月24日再次经停多佛尔，并在当地参加了为纪念英国女王维多利亚诞辰80周年的海上阅兵。编队于5月31日返抵基尔。
7月，舰队在北海展开分舰队演练，其中包括与陆军第十军的官兵进行联合岸防演习。8月16日，舰队重新在但泽集结，进行年度秋季演习。演习从波罗的海开始，舰队于8月30日穿越卡特加特海峡和斯卡格拉克海峡驶入北海，在德意志湾进行进一步操练，一直持续到9月7日。9月8日至26日在卡特加特海峡和大贝尔特海峡完成第三阶段演习后，舰队驶入船坞接受例行保养。1900年的训练日程是以单舰和支队训练作为开端。3月中旬，分舰队在基尔集结，随后于4月进行鱼雷和射击训练，并巡航前往波罗的海东部。从5月7日至26日，舰队在北海北部开展了一次大规模训练巡航，其中包括5月12日至15日在设得兰群岛、以及5月18日至22日在卑尔根停靠。至7月8日，魏森堡号随第一支队余部被重新整编至第二支队。

#### 义和团运动
在1900年的义和团运动期间，中国的民族主义者围攻北京的外国公使馆，并杀害了德国特命全权公使克林德男爵。这一系列针对西方人的拳民暴行促使德国与其它七大强国——英、俄、奧、法、美、日结成联盟。当时，在中国的西方士兵数量太少，不足以击败义和团；北京的八国联军官兵总数仅为400余人。而德国在华的主要军事力量为东亚分舰队，它由大巡洋舰奥古斯塔皇后号、汉萨号、赫塔号以及小巡洋舰伊伦娜号、葛冯号和炮舰美洲豹号、鸡貂号所组成。此外，德国还有一个500人的分遣队驻扎在大沽；再结合其它国家的部队，兵力约为2,100人。在英国将军爱德华·霍巴特·西摩尔的率领下，这些人试图攻入北京，但因受到顽强的抵抗而被迫滞留天津。为此，德皇决定派遣远征部队前往中国以增援东亚分舰队。远征部队由魏森堡号及其三艘姊妹舰、六艘巡洋舰、十艘货轮、三艘鱼雷艇和六个海兵营组成，受德国元帅阿尔弗雷德·冯·瓦德西指挥。

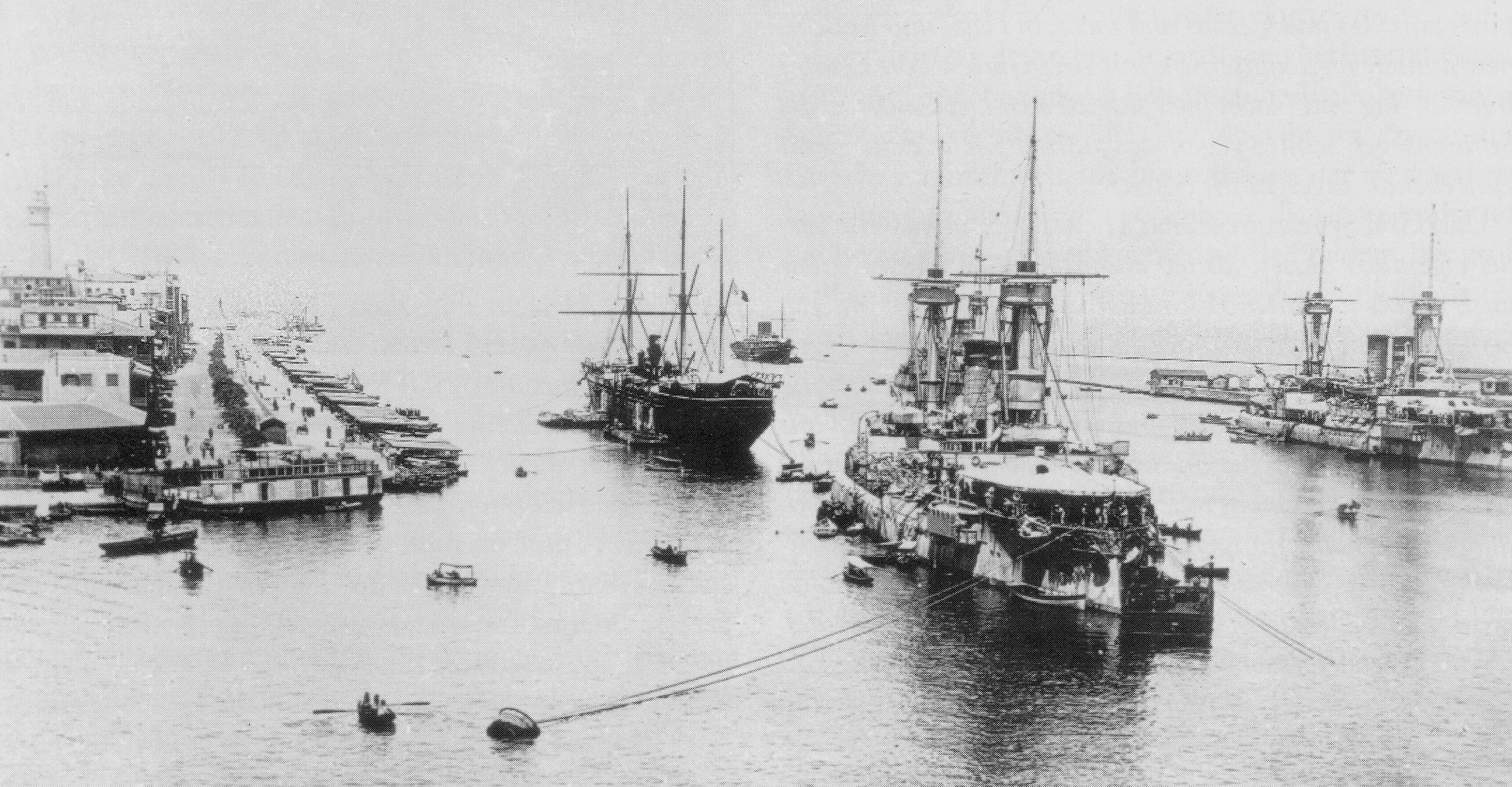
勃兰登堡号及魏森堡号（图右）于1900年7月26日经停塞德港

7月7日，远征部队司令、海军少将理夏德·冯·盖斯勒报告他的舰只已完成整备，遂于两天后离港。四艘战列舰及通报舰赫拉号穿越威廉皇帝运河，在威廉港驻泊以便与远征部队余部会合。7月11日，这支部队从亚德湾起航驶向中国。它们于7月17—18日在直布罗陀停留加煤，并于7月26—27日通过苏伊士运河。在红海的丕林岛补充更多的燃煤后，编队于8月2日进入印度洋。8月10日，这些舰只抵达锡兰的科伦坡，并于8月14日穿越马六甲海峡。它们于8月18日抵达新加坡，五天后离开，至8月28日来到香港。两天后，远征部队在上海下游带的吴淞口锚区驻泊。但当德国舰队抵达时，北京的外国公使馆之围已经由八国联军的其他成员部队所解除。
随着局势日趋平静，四艘勃兰登堡级舰只于1900年末和1901年初被分别送往香港或日本的长崎进行大修；其中魏森堡号是去往香港，工期从1900年12月6日持续至1901年1月3日。2月8日至3月23日，它在德属青岛停留，并进行了射击和战术演练。5月26日，海军部下令将远征部队召回德国。这些舰艇在上海完成物资补充后，于6月1日离开中国海域。舰队于6月10日至15日在新加坡停留加煤，然后继续前往科伦坡，并从22日至26日在当地停留。为了抵御季风，编队被迫在塞舌尔的马埃岛停靠，以补充更多的燃煤。然后，编队又分别在亚丁和塞德港停留一天作加煤。它们于8月1日抵达加的斯，然后与第一支队会合，共同驶回德国。两支部队在抵达黑尔戈兰岛后分开，其中远征部队于8月11日回到亚德湾锚地，并受到了时任帝国海军总监、海军上将汉斯·冯·克斯特的检阅。翌日，远征部队就地解散。德国政府最终为此次出征付出了超过一亿马克的代价。

#### 1901—1910年

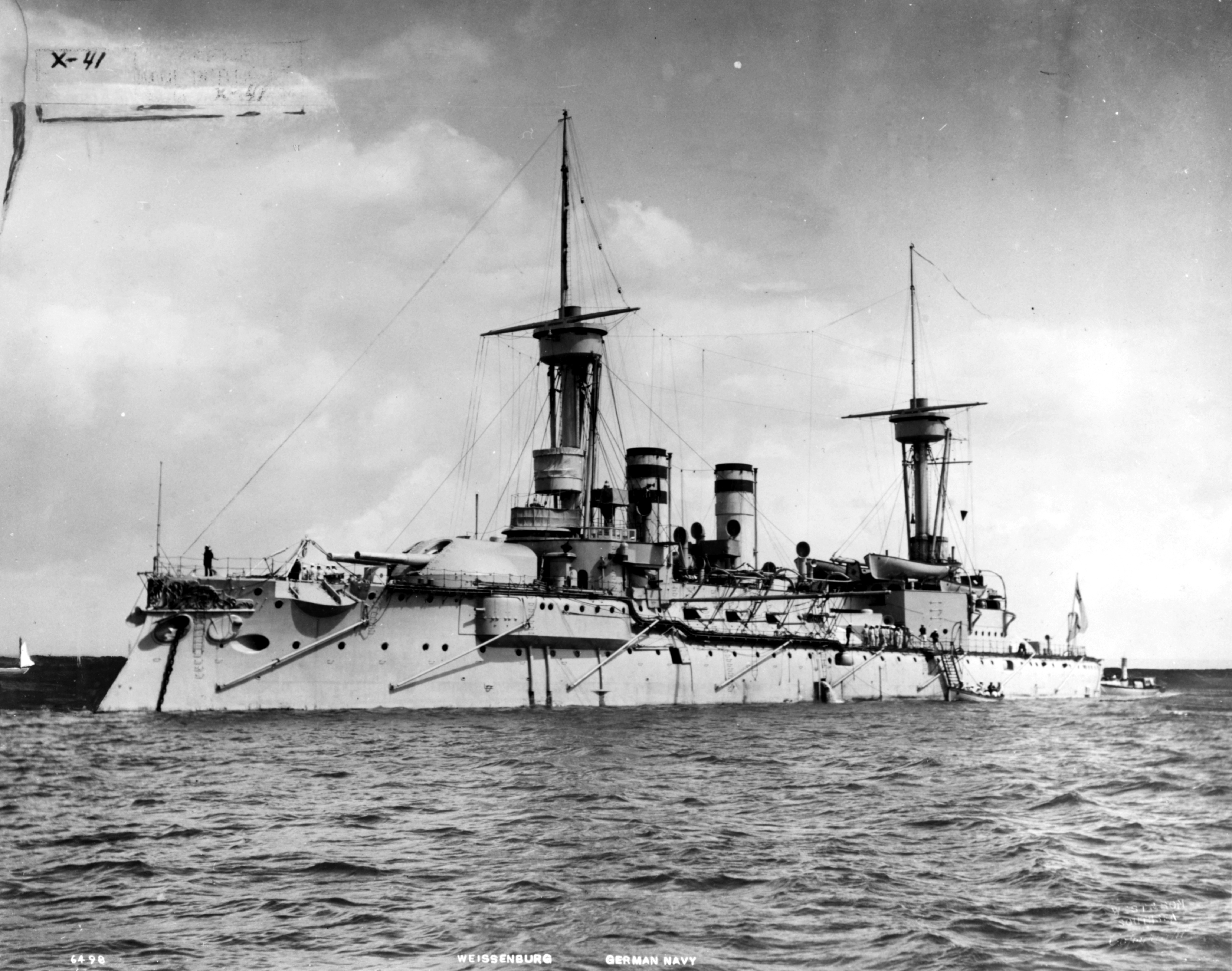
重建前的魏森堡号

从中国归来后，魏森堡号被送往威廉港帝国船厂的旱坞接受大修。它于1901年末重返舰队，并参加了前往挪威的巡航。1902年的训练模式与往年相同；第一分舰队于4月25日开启大规模训练巡航。它们先是驶往挪威海域，然后绕过苏格兰北端，并在爱尔兰海域停留。这些舰只于5月28日返回基尔。在8月的年度舰队演习开始之前，魏森堡号发生了一场事故，导致舰艏撞角损毁；为了应对演习，舰只在艏部安装了木质加固梁。演习结束后，魏森堡号于9月29日停用，它在支队中的位置由新式战列舰韦廷号所取代。
四艘勃兰登堡级战列舰都因大规模重建而退役。在现代化改造的过程中，舰只的艉部舰艛加装了带舷梯的第二座司令塔。魏森堡号及其姊妹舰的锅炉也都换成更新的型号，并降低了舯部舰艛的高度。工程还包括提高舰只的贮煤能力和加装两门105毫米炮。该计划最初要求将舯部的280毫米炮塔替换为搭载中等口径炮的装甲炮台，但因成本过高而放弃。1904年9月27日，魏森堡号重新入役，并取代了老式岸防舰希尔德布兰德号在第二分舰队的位置。两个分舰队是以惯常驶入波罗的海的训练结束了这一年波澜不惊的训练日程。1905年上半年，魏森堡号同样平安无事的度过。7月12日，舰队展开前往北部海域的年度夏季巡航；这些船只于7月20日至24日在哥德堡停靠，8月2日至7日又在斯德哥尔摩停靠。行程于两天后结束，之后是8月下旬进行的秋季舰队演习。12月，舰队又在波罗的海完成了例行的冬季训练巡航。
舰队于1906年是按常规的模式进行单舰和部队训练，仅在7月中旬至8月初被驶往挪威的巡航所中断。年度秋季演习同样如常举行。演习结束后，魏森堡号于9月28日裁减了其船员数量，并被转移至北海预备役支队（Reservedivision der Nordsee）。它参加了1907年的舰队演习，但于9月27日停运，尽管其在编制上仍然隶属于预备役支队。直至1910年8月2日，该舰才获重新启用，跟随第三分舰队一起参加年度演习，但在几天后，魏森堡号和腓特烈·威廉选帝侯号便收到了被售予奥斯曼帝国的通知。它于8月6日脱离分舰队，并于14日与腓特烈·威廉选帝侯号一同从威廉港出发。两舰于9月1日抵达奥斯曼帝国。

### 奥斯曼役期

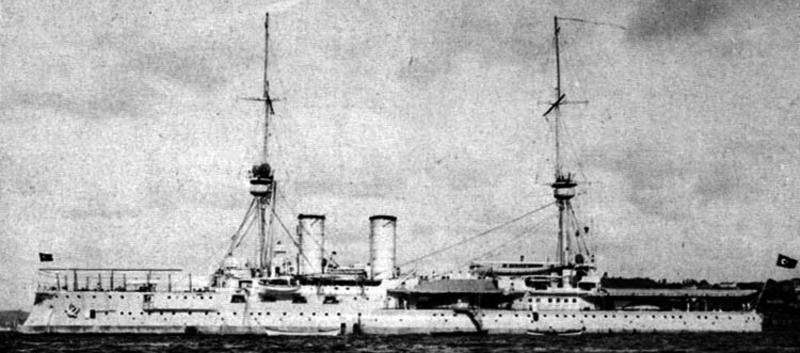
图尔古特·雷伊斯号，从右舷拍摄

1909年末，德国驻奥斯曼帝国的武官开始与奥斯曼海军讨论向奥斯曼出售德国军舰以对抗希腊海军扩张的可能性。经过漫长的谈判，包括奥斯曼试图购买冯·德·坦恩号、毛奇号和格本号中的一艘或多艘新式战列巡洋舰（德国称大巡洋舰）后，德国人提出以1,000万马克的价格出售四艘勃兰登堡级战列舰。奥斯曼人最终选择了购买魏森堡号和腓特烈·威廉选帝侯号，因为它们是装备有更现代化镍钢装甲的同级舰。两艘战列舰分别根据16世纪的奥斯曼的著名海军将领图尔古特·雷伊斯和巴巴罗萨·海雷丁进行重命名。它们于1910年9月1日移交，9月12日由德国国家海军办公室正式从海军名录中除籍，并倒签日期为7月31日。然而，奥斯曼海军在装备图尔古特·雷伊斯号和巴巴罗萨·海雷丁号时遇到了很大的困难；他们不得不从舰队余部抽调受训水兵来给两舰配备船员。两舰在投入奥斯曼海军服役后都遇到了冷凝器故障，从而需要将速度降低至8至10節（15至19每小時）。

#### 義土戰爭
一年后，即1911年9月，意大利向奥斯曼帝国宣战，夺取利比亚。图尔古特·雷伊斯号、巴巴罗萨·海雷丁号连同已过时的船腰炮房铁甲舰幸福号自7月以来一直在进行夏季训练巡航，因此为冲突做好了准备。在意大利宣战的前一天，这些舰只从贝鲁特启航，驶往达达尼尔海峡。由于没有意识到战争即将爆发，它们缓慢航行，并在途经塞浦路斯西南部时进行了训练演习。10月1日，这些舰只在科斯岛附近接到了意大利发动进攻的消息，促使它们全速驶向达达尼尔海峡，并于当晚晚些时候抵达。第二天，舰只在训练巡航结束后前往君士坦丁堡进行改装。图尔古特·雷伊斯号和巴巴罗萨·海雷丁号曾于10月4日短暂出击，但很快便返回港口，未能遇到任何意大利舰艇。在此期间，意大利舰队在达达尼尔海峡的入口处敷设了水雷，试图阻止奥斯曼舰队进入地中海。战列舰的维护工作于10月12日完成，此时舰队已回到达达尼尔海峡内的纳拉海军基地。
由于舰队无法用于挑战实力更为强大的意大利皇家海军，图尔古特·雷伊斯号和巴巴罗萨·海雷丁号只能留守纳拉，支援保卫达达尼尔海峡的沿岸防御工事，以防意大利舰队试图强行闯入海峡。1912年4月19日，一支意大利部队炮击了达达尼尔要塞，但奥斯曼舰队没有发动反击。战争的消极进程致使许多海军军官加入了反对青年土耳其政权的政变；在纳拉指挥舰队的官员甚至威胁称，如果要求无法得到满足，他们会将军舰开进君士坦丁堡。随着巴尔干地区的紧张局势升级，奥斯曼政府于10月18日签署和平条约，结束了战争。

#### 巴尔干战争

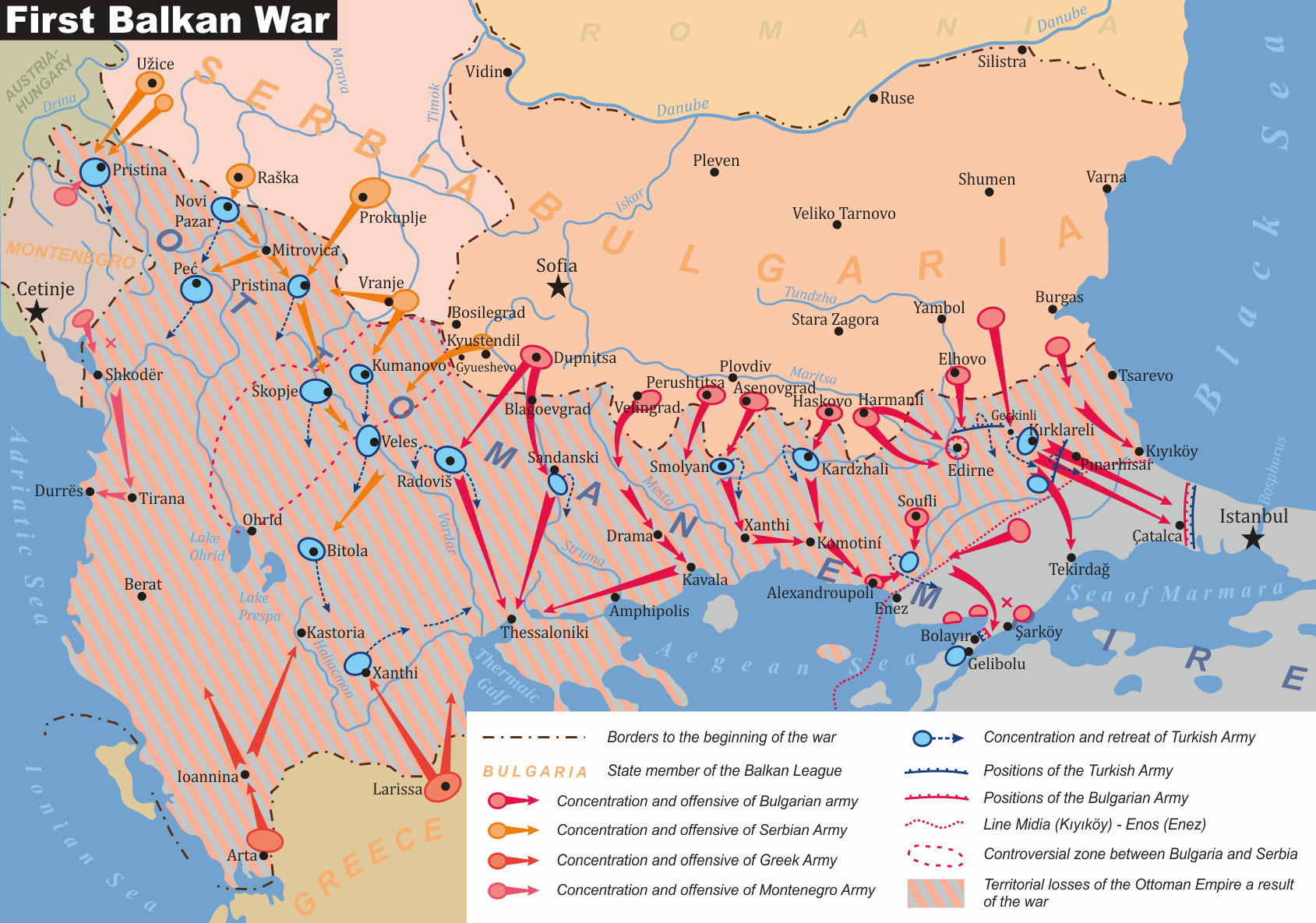
显示第一次巴尔干战争期间作战行动的地图

在目睹意大利成功夺取奥斯曼领土后，巴尔干同盟也于1912年10月向奥斯曼帝国宣战，希望夺取帝国剩余的欧洲部分，第一次巴尔干战争爆发。此时，图尔古特·雷伊斯号和奥斯曼舰队的大多数舰艇一样，都处于失修状态。其测距机和输弹机已被拆除，水泵的管道已严重锈蚀，电话线也已失效。此外，舰只大部分的水密舱门都无法关闭，冷凝器故障则仍未修复。10月7日，即巴尔干同盟发动进攻的前一天，图尔古特·雷伊斯号和巴巴罗萨·海雷丁号正锚泊在海达尔帕萨外围，与它们一起的还有巡洋舰哈米德号、迈吉德号和若干鱼雷艇。十天后，这些舰只驶向埃格尼达，两艘战列舰则于10月19日炮击了瓦尔纳附近的保加利亚炮兵阵地。它们仍然饱受锅炉故障的困扰。11月3日，两艘战列舰又在马尔马拉海参加了射击训练，但由于主炮塔炮架无法完全发挥效用，因此仅在各自发射了几轮齐射后便终止。
11月7日，图尔古特·雷伊斯号炮击了泰基尔达周围的保加利亚部队。11月17日，它又在岸上炮兵观察员的帮助下，通过炮击正在发动攻势的保加利亚阵地，对奥斯曼第三军团提供支援。战列舰的火力在很大程度上是无效的，但它还是为受困于恰塔尔贾的奥斯曼军队提供了士气上的鼓舞。至下午17:00，保加利亚步兵被迫基本撤回初始位置，部分原因是受到了战列舰炮击的心理震慑。11月22日，图尔古特·雷伊斯号从博斯普鲁斯海峡出击，以掩护哈米德号撤离，后者于当天早晨遭一艘保加利亚鱼雷艇击中。

##### 埃利海战
1912年12月，奥斯曼舰队重组为一个以巴巴罗萨·海雷丁号为旗舰的铁甲舰支队、两个驱逐舰支队、以及一个由独立作战的军舰组成的第四支队。在接下来的两个月里，铁甲舰支队试图打破希腊海军对达达尼尔海峡的封锁，引发了两次大规模海战。第一次是1912年12月16日的埃利海战；奥斯曼人企图对伊姆罗兹岛发动进攻。它们于09:30从达达尼尔海峡出击；当战列舰沿着海岸向北航行时，较小的舰艇则留守留在海峡入口处。由装甲巡洋舰乔治斯·阿韦罗夫号和三艘伊兹拉级铁甲舰组成的希腊区舰队则从利姆诺斯岛驶出进行巡逻，在发现敌情后立即改变航向至东北，以阻止奥斯曼战列舰前进。
奥斯曼舰只于09:40在距离14,000米的范围内率先向希腊人开火。五分钟后，乔治斯·阿韦罗夫号越过奥斯曼舰队的另一侧，将奥斯曼人置于两面夹击的不利位置。至09:50分，在希腊舰队的巨大压力下，奥斯曼舰只完成16点转舵，改变了航向，得以朝海峡的安全地带驶去。这次转向完成得很糟糕，舰只掉出了编队，并阻挡了彼此的射界。大约在这时，图尔古特·雷伊斯号遭到数次命中，但仅对其舰艛和火炮造成轻微的损伤。至10:17，双方都停止了射击，奥斯曼舰队撤回到达达尼尔海峡。这些舰只于13:00抵达港口，并将它们的伤员转移至医疗船雷希德帕夏号。这场战斗被视为希腊人的胜利，因为奥斯曼舰队仍未突破封锁。

##### 利姆诺斯海战

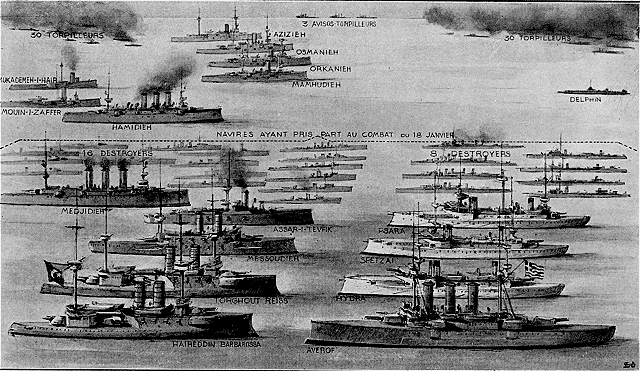
利姆诺斯海战的作战序列

1913年利姆诺斯海战的起因是奥斯曼人计划引诱速度更快的乔治斯·阿韦罗夫号离开达达尼尔海峡。为此，防护巡洋舰哈米德号躲开了希腊人的封锁，闯入爱琴海，并假定希腊人会派遣乔治斯·阿韦罗夫号去追击它。尽管这艘巡洋舰对希腊的航运线构成了威胁，但希腊指挥官拒绝让乔治斯·阿韦罗夫号离开既定阵位。到1月中旬，奥斯曼人得知乔治斯·阿韦罗夫号仍留在希腊舰队，因此奥斯曼舰队司令、海军上校拉米兹·努曼·贝决定，不顾一切攻击希腊人。图尔古特·雷伊斯号、巴巴罗萨·海雷丁号携奥斯曼舰队余部于1月18日早上08:20离开达达尼尔海峡，以11節（20每小時）的速度驶向利姆诺斯岛。巴巴罗萨·海雷丁号在这条战列线上领头，阵形两侧各有一支鱼雷艇区舰队护航。乔治斯·阿韦罗夫号则在三艘伊兹拉级铁甲舰和五艘驱逐舰的跟随下，在距利姆诺斯岛约12海里（22）处对奥斯曼舰队进行拦截。10:55，迈吉德号发现了希腊人，舰队遂向南转舵与其交战。
11:55左右，奥斯曼舰队在相距约8,000米的范围内开火，一场持续了两个小时的远程炮斗就此展开。它们集中火力攻击乔治斯·阿韦罗夫号，后者于12:00还击。12:50，希腊人试图以丁字战法越过奥斯曼舰队，但由巴巴罗萨·海雷丁号领衔的奥斯曼阵线随之向北转舵，阻止了希腊人的机动。12:55，在老旧的铁甲舰幸福号严重受创后，奥斯曼司令下令将其分离。而当巴巴罗萨·海雷丁号遭到数次命中、航速降至5節（9.3每小時）时，改由图尔古特·雷伊斯占据阵形首位，贝遂决定终止交战。至14:00，奥斯曼舰队到达达达尼尔要塞的掩护处，迫使希腊人撤退。在战斗期间，图尔古特·雷伊斯号及巴巴罗萨·海雷丁号各有一个炮座被炮火击毁，结果双双因此而起火。两艘战列舰合共发射了约800枚炮弹，主要来自于它们的280毫米炮，但无一命中目标。

##### 后续行动
1913年2月8日，奥斯曼海军联合陆军发动了争夺沙尔柯伊的两栖攻击。图尔古特·雷伊斯号和巴巴罗萨·海雷丁号，连同两艘巡洋舰在入侵部队登陆后为其右翼提供火炮支援。这些舰只当时驻泊在离岸约1公里处；图尔古特·雷伊斯号是阵形中的第二艘舰，位居其姊妹舰巴巴罗萨·海雷丁号之后。保加利亚军队负隅顽抗，最终迫使奥斯曼陆军撤退；而他们能够成功撤退则很大程度上得益于图尔古特·雷伊斯号和舰队余部的火炮掩护。在战斗过程中，图尔古特·雷伊斯号共发射了225枚105毫米炮和202枚88毫米炮。
1913年3月，该舰重返黑海恢复对恰塔尔贾守军的支援，这是由于保加利亚军队再次发动了袭击。3月26日，由图尔古特·雷伊斯号与巴巴罗萨·海雷丁号发射的280毫米和105毫米炮弹协助击退了保加利亚第1步兵师第2旅的进攻。3月30日，奥斯曼防线的左翼转向追击撤退的保加利亚人。他们的行动得到了野战炮和图尔古特·雷斯号的重炮以及其他部署在海岸附近的军舰的支援；到夜幕降临之前，奥斯曼人的突击已经推进了1,500米。作为回应，保加利亚人将第1旅派往前线，把奥斯曼人的攻势赶回了起点。4月11日，图尔古特·雷伊斯号和巴巴罗萨·海雷丁号在几艘小型舰艇的支援下驶往恰纳卡莱，对正在扫荡希腊军舰的一支轻型区舰队提供远程掩护。双方在一场无果而终的交战中发生了冲突，奥斯曼帝国的主舰队在双方脱离交战之前没有出动。

#### 第一次世界大战

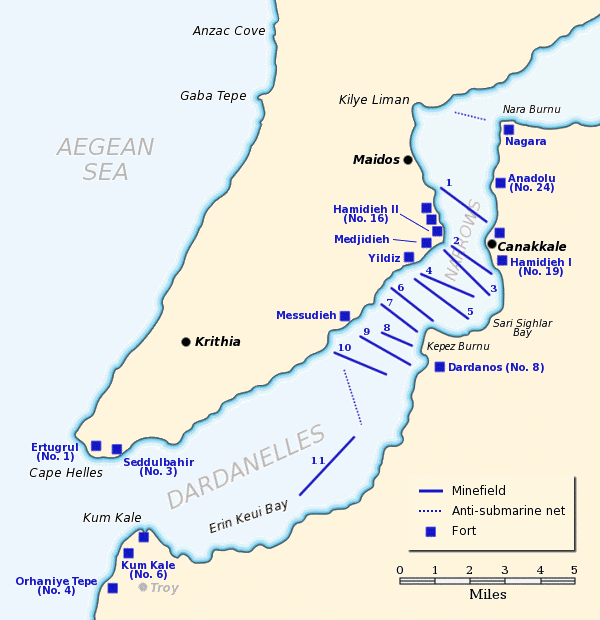
显示达达尼尔海峡中奥斯曼防线的地图

1914年夏天，当第一次世界大战在欧洲爆发时，奥斯曼帝国最初保持中立。至11月初，随着德国大巡洋舰格本号被移交至奥斯曼海军（更名为“严君苏丹塞利姆号”）并发动黑海袭击后，导致俄国、法国和英国向奥斯曼宣战。此时，图尔古特·雷伊斯号因在巴尔干战争中高负荷运行而损耗过大，被闲置在金角湾。海军上将圭多·冯·乌泽多姆作为德国海军驻奥斯曼特遣队司令，派遣该舰和巴巴罗萨·海雷丁号前往纳拉支援达达尼尔防线。它们于12月14—19日在驻地整备，然后返回君士坦丁堡进行维修和炮术训练。1915年2月18日，两舰启程前往达达尼尔海峡，并在各自的射击阵位抛锚。在此期间，舰只的发动机被关闭以节省燃料，但随着英国潜艇的威胁与日俱增，它们维持对发动机供应蒸汽，以满足随时采取规避行动的能力；而轮船于斯屈达尔号则停泊在战列舰前方充当浮动弹幕。至3月11日，统帅部决定每次仅保留一艘舰在阵位上，每五天交替一次，以便舰只能够补充物资和弹药。
3月18日，当协约国试图强渡海峡时，恰逢图尔古特·雷伊斯号处于阵位。它并未与协约国舰艇交战，因其接到的命令是只有在防线被突破的情况下方可开火。这在一定程度上也是由于弹药严重短缺。4月25日，图尔古特·雷伊斯号和巴巴罗萨·海雷丁号都到场炮击了当天在加里波利登陆的协约国部队。当天早上7:30，澳大利亚潜艇AE2号曾向图尔古特·雷伊斯号发射了数枚鱼雷，但无一命中。图尔古特·雷伊斯号于当天晚些时候按计划返回君士坦丁堡。6月5日，当它炮击协约国阵地时，舰艏的一门火炮发生爆炸，造成4人丧生和32人受伤。它返回君士坦丁堡进行维修，而由于巴巴罗萨·海雷丁号也曾在4月25日发生类似事故，海军决定停止炮击行动。8月12日，当巴巴罗萨·海雷丁号遭英国潜艇的鱼雷击沉后，图尔古特·雷伊斯号再度被搁置在金角湾。至1915年，该舰的一些舰炮被移除，并作为海岸炮以加强达达尼尔海峡的防御。
1918年1月19日，严君苏丹塞利姆号和小巡洋舰布雷斯劳号（以“米迪利号”之名同样移交奥斯曼帝海军服役）从达达尼尔海峡出发，向驻扎在外围的几艘英国浅水重炮舰发动攻击。它们很快便击沉了拉格伦号和M28号，然后返回达达尼尔海峡的安全地带。返航途中，米迪利号撞上了五枚水雷后沉没，严君苏丹塞利姆号则撞中了三枚水雷而开始向左舷倾斜。由于后者的舰长向舵手传达了错误的指令，导致该舰搁浅。严君苏丹塞利姆号在原地滞留了将近一周，直到1月22日图尔古特·雷伊斯号和其他几艘船到达现场；这些舰船花了四天时间试图将严君号从沙洲中解救出来，包括利用螺旋桨产生的湍流来清除舰底的淤沙。至1月26日上午，严君苏丹塞利姆号终于从沙洲中挣脱出来，并在图尔古特·雷伊斯号的护航下回到达达尼尔海峡。
图尔古特·雷伊斯号于1918年10月30日被再次搁置。至一战结束后，根据《色佛尔条约》，该舰本应作为战争赔偿割让予大日本帝国；但不久土耳其独立战争爆发，其后新成立的土耳其共和国与协约国重新签订了《洛桑条约》，使土耳其得以保留图尔古特·雷伊斯号。它于1924年至1925年在格尔居克海军造船厂进行了改装。重返服役后，图尔古特·雷伊斯号驻扎在格尔居克担任固定式训练舰。当时，它仅保留了原六门280毫米炮中的两门。有两座主炮塔遭拆除，并作为“图尔古特·雷伊斯重型海岸炮”的一部分安装至达达尼尔海峡的亚洲沿岸。两座炮塔都保留了其火炮（两门40倍径及两门35倍径）。该舰于1933年退役，之后被用作船厂工人的宿营船，直至1950年才开始在格尔居克进行拆解。至1953年，舰只已被分解成两个部分，并被售往国外作进一步拆解。拆除工作最终于1956至1957年间完成。

## 延伸阅读
- Gardiner, Robert; Chesneau, Roger; Kolesnik, Eugene M. (编). . London: Conway Maritime Press. 1979. ISBN 978-0-85177-133-5.
- Nottelmann, Dirk. . Hamburg: Mittler. 2002. ISBN 3813207404.
- Weir, Gary E. . Annapolis: Naval Institute Press. 1992. ISBN 978-1-55750-929-1.